# Liste der Kulturdenkmäler in Schwarzenborn (Eifel)
In der Liste der Kulturdenkmäler in Schwarzenborn sind alle Kulturdenkmäler der rheinland-pfälzischen Ortsgemeinde Schwarzenborn aufgeführt. Grundlage ist die Denkmalliste des Landes Rheinland-Pfalz (Stand: 10. August 2023).

## Einzeldenkmäler
| Bezeichnung                         | Lage                            | Baujahr    | Beschreibung                                                           | Bild                           |
| ----------------------------------- | ------------------------------- | ---------- | ---------------------------------------------------------------------- | ------------------------------ |
| Wegekapelle                         | Am Kapellchen, bei Nr. 11 Lage  | um 1900    | kleiner Bruchsteinbau, um 1900 (?)                                     | BW                             |
| Katholische Filialkirche St. Martin | Zur alten Linde 1 Lage          | um 1870/80 | dreiachsiger neuromanischer Saalbau, um 1870/80                        | weitere Bilder Fotos hochladen |
| Kreuz                               | Zur alten Linde, bei Nr. 1 Lage | 1616       | vor dem Chor: Schaftkreuz, sogenannter Kyllburger Typ, bezeichnet 1616 | BW                             |